# Fabe
Ne doit pas être confondu avec Fabe (Cameroun).
Fabe, né le 9 mai 1971 à Paris, est un rappeur français, ancien membre du collectif Scred Connexion.
Le premier album de Fabe, Befa surprend ses frères, sort en 1994. Le titre Ça fait partie de mon passé bénéficie d'une bonne promotion radio et un clip est rapidement réalisé par Olivier Megaton. Dans la lancée, Fabe publie son deuxième album Le fond et la forme en 1997. Cette fois-ci, c'est le titre Lettre au président qui ressort fortement. Fabe y dénonce les abus de pouvoir des politiques et plus spécifiquement du président Jacques Chirac, fraîchement élu. Le titre Des durs, des boss... des dombis est adapté en clip. En 1997, Fabe fera une apparition avec East (enregistré après la mort de ce dernier) sur l'album L'École du micro d'argent du groupe IAM sur le morceau L'Enfer.
Au début des années 2000, alors que son album La rage de dire vient à peine de sortir, il embrasse l'Islam et décide de se retirer du monde de la musique. Après avoir consacré plusieurs années à l'étude du Coran, il signale dans un communiqué sur son blog qu'il ne souhaiterait pour rien au monde faire un retour sur la scène du rap français. Après 10 ans de silence médiatique, il affirme dans une interview écrite - donnée en 2013 - être marié, père de famille et étudiant en études islamiques.
En 2017, il ouvre un blog retraçant son abandon de la musique et sa conversion à l'islam.

## Biographie

### Jeunesse
Fabe, diminutif du prénom Fabrice, est né le 9 mai 1971 à Paris. Enfant issu des quartiers populaires, d'ascendance martiniquaise, c'est dans le 10e arrondissement de Paris que Fabe grandit. Il déménage à Annecy avec sa mère, à l'âge de 12 ans, afin de soigner un eczéma chronique. Ce n'est qu'en 1991 qu'il retourne à Paris pour s'installer au sein du quartier de Barbès où il passera neuf années de sa vie. Il vit seul pendant une période, dans un studio situé dans le 13e arrondissement.
Jeune, Fabe fait face à un parcours scolaire assez mouvementé. Élève peu assidu et plutôt turbulent, il redouble sa terminale, puis finit par décrocher non sans mal son baccalauréat. Il s'inscrit ensuite à l'université de Nanterre la Sorbonne en philosophie où, désenchanté de ce qu'il y trouvera, ne passera que quelques mois. Il vit alors de petits boulots et est passionné de graffiti au début des années 1990.

### Débuts et albums
Fabe débute dans le rap en 1991, mais c'est seulement quelques années plus tard qu'il est remarqué par sa prestation sur le titre Faites-vous la guerre, je fais mes affaires, sorti sur la compilation rap français de Yellow Productions. Fabe sort son premier maxi Je n'aime pas chez le label suisse indépendant Unik Records (du groupe Sens Unik) où il signe pour deux albums. La même année, il intègre le collectif Le Complot des Bas Fonds où il rejoint Lady Laistee, Koma, Sleo, Bo Prophètes, L.S.O., DJ Stofkry & DJ Kead. Le groupe apparait sur quelques mixtapes de Cut Killer, déjà proche de Fabe, qui lui fait rencontrer son ami East. Avec les Sléo, il fonde le label Alabaz Records et produisent quelques maxis du Complot des Bas Fonds, ainsi que la première sortie des 3 Coups (Monsieur R et Lyon's du Ménage à 3) en 1995.
Le premier album de Fabe, Befa surprend ses frères, sort en 1995. Le titre Ça fait partie de mon passé bénéficie d'une bonne promotion radio et le clip se tourne rapidement. Fort de ce succès, Fabe sort dans la foulée le EP Lentement mais sûrement en 1996.
Dans la lancée, Fabe publie son deuxième album Le fond et la forme en 1997. Cette fois-ci, c'est le titre Lettre au président qui ressort fortement. Fabe y dénonce les abus de pouvoir des politiques et plus spécifiquement du président Jacques Chirac, fraîchement élu. Le titre Des durs, des boss... des dombis est adapté en clip. En 1997, Le Complot des Bas Fonds fait sa dernière apparition sur le deuxième album de Fabe avec le titre Lève en l'air ton index. Aimant travailler en équipe, Fabe s'entoure de nouveaux rappeurs et forme la Scred Connexion (comprenant Fabe, Koma, Haroun, Mokless et Morad). Populaire, il apparait alors sur divers compilations et mixtapes. En 1997, Fabe fera une apparition avec East (enregistré après la mort de ce dernier) sur l'album L'École du micro d'argent du groupe IAM sur le morceau L'Enfer.
L'année 1998 voit la sortie du troisième album Détournement de son, considéré par ses fans comme son meilleur album[réf. nécessaire]. Ce CD paraît sur le nouveau label de Cut Killer, Double H, qui en assure par ailleurs la majorité des productions. Le titre L'impertinent est mis en avant. Fabe s'en prend encore aux politiques et lance sa phrase la plus connue : « Si Jean-Marie courait aussi vite que je l'emmerde, il serait tellement loin... ». Le rappeur Booba a lui même repris une punchline du rappeur.

### Fin de carrière
Après son dernier album, La rage de dire, publié en 2000, Fabe décide de mettre fin à sa carrière de rappeur et part pour le Québec où il vivra deux ans. Converti à l'Islam depuis cette époque, il étudie la religion. Cependant, les autres membres de la Scred Connexion continuent leur chemin.
Ceci n'empêche pas le député UMP François Grosdidier, dans sa croisade contre le rap, d'assimiler les propos de Fabe à ceux d'autres rappeurs comme Salif, Lunatic, Monsieur R, Sniper, Ménage A 3 et Ministère A.M.E.R, et de les inclure dans une plainte déposée devant le Garde des sceaux en 2005 pour incitation au racisme et à la haine. Les propos « haineux et racistes » en question sont issus du morceau L'impertinent : « C'est physique, biologique, au bleu, blanc, rouge j'suis allergique. Je leur en fait baver, ces navets. J'peux les braver, la vie est une manif, la France une vitre et moi un pavé... » Cette plainte est, par la suite, jugée irrecevable par le tribunal correctionnel de Melun.
Au début des années 2000, alors que son album La rage de dire vient à peine de sortir, il embrasse l'Islam et décide de se retirer du monde de la musique. Après avoir consacré plusieurs années à l'étude du Coran, il signale dans un communiqué sur son blog qu'il ne souhaiterait pour rien au monde faire un retour sur la scène du rap français. Après 10 ans de silence médiatique, il affirme dans une interview écrite - donnée en 2013 - être marié, père de famille et étudiant en études islamiques.
Fabe apparaît également dans un livre écrit par Mathias Vicherat. Au sein de cet ouvrage consacré à la dimension de vecteur d'idée du rap français, Fabe fait figure de précurseur, et ses textes sont cités à plusieurs reprises.

## Activisme
Dès son premier album, Fabe prône une volonté d'ancrer le rap dans la réalité. Il dénonce d'une part le fonctionnement du milieu par le biais du morceau On lèche, on lâche, on lynche... extrait de l'album Le fond et la forme mais aussi l'ambiance hypocrite qui règne chez certains rappeurs qui s'inventent un vécu de malfrat. C'est en 1994 dans le titre Joe la monnaie, qu'il commence à critiquer sévèrement le faux gangstérisme qu'on attache trop souvent au rap : « Si t'es un gangster t'as pas le temps de rapper. »
Il récidive en 1996 dans le titre Des durs, des boss, des dombis en écrivant : « La guerre du rap, elle fera plaisir BCBG, aux fils de riches qui passent du R.A.P. au solfège, c'est son public d'ailleurs (...), tout le monde rit quand ils jouent les durs. » Morceau réponse à Stomy Bugsy et à son morceau La guerre du rap. Avec le titre Dis aux gosses (que le crime ne paie pas) Fabe se pose en antithèse à des rappeurs hardcore tels Lunatic (en particulier Booba) qui avaient écrit en 1996 le morceau Le crime paie. Toujours dans Des durs, des boss, des dombis, il affiche une bonne partie de la scène rap du moment : des NTM (« qui jouent les pyromanes aux bains douches ») à Stomy Bugsy (« t'es beau en costard, dommage que tu te la pètes ! ») en passant par Booba (« le hip-hop est plein de gangsters en toc, qui vivent dans des pavillons, nous prennent pour des couillons, parlent de crimes mais ne tuent que des papillons, parlent de la rue mais ne connaissent que ses stations de métro » et surtout « Concours des plus con des Mc's Qui s'font la guerre sur des maxis parlent d'avoir du cash, N'ont pas assez pour prendre un taxi, des mythomanes... » qui fait référence à son séjour en prison pour avoir braqué un taxi).
Booba l'ayant pris au sérieux lui répond, trois ans après alors que Fabe venait d'arrêter le rap (et ne pouvait donc plus lui répondre), dans le titre La Lettre (2000) en reprenant la phrase « C'est tellement bas que pour en parler faudrait que je me fasse mal au dos », la modifiant : « Je suis tombé si bas que pour en parler faudrait que j'me fasse mal au dos. » en y ajoutant « Putain quelle rime de bâtard », ce qui peut être perçu aussi bien comme une critique, que comme une marque de respect. Dans une interview accordée aux Inrocks, Booba précise que la phrase était clairement une attaque car « à l’époque il disait qu’avec Lunatic on parlait de flingues pour se la raconter et qu’on se prenait pour des mecs de New York. Il faisait le relou, genre rap conscient... »

## Discographie

### Albums studio
- 1995 : Befa surprend ses frères
- 1997 : Le fond et la forme
- 1998 : Détournement de son
- 2000 : La rage de dire

### EP
- 1996 : Lentement mais sûrement

### Maxis
- 1994 : Je n'aime pas
- 1994 : Chaque fois avec Idéosoul & Sléo
- 1995 : Ça fait partie de mon passé
- 1996 : Fais-moi du vent
- 1996 : Lettre au président
- 1997 : Mal partis (Cut killer feat. Fabe, K-reen, Koma)
- 1997 : Des durs, des boss... des dombis
- 1998 : Code noir - Crime contre l'Humanité

### Mixtapes
- 1994 : Cut Killer Tape 5 : Spéciale East & Fabe
- 2000 : Scred Selexion 99/2000 vol. 1 (mixtape de la Scred Connexion)
- 2001 : Bonjour la France... vol. 1
- 2008 : Ca fait partie de mon passé (mixée par DJ Manifest)
- 2011 : Ca fait partie de mon passé 2 (mixée par DJ Venum)

### Collaborations et Apparitions
- 1994 : Faites-Vous La Guerre, Je Fais Mes Affaires... (Yellow Productions – A Finest Fusion Of Black Tempo)
- 1994 : Je Veux Des Vacances (Sens Unik – Chromatic)
- 1995 : Les Lois Du Coeur (Justy – Cutee B Présente)
- 1995 : From Here To Wherever (Walkin' Large – Riverside Pictures)
- 1995 : Freestyle (Cut Killer – Freestyle)
- 1995 : Ne Joue Pas Avec Le Feu feat. Bo Prophetes, Bruno, Daddy Lord C, Koma, Fabe, LSO, Lady Laistee, Osez, Rocca (Sléo  – Ensemble Pour Une Nouvelle Aventure)
- 1996 : Retour feat. Bee.L, Black Jack, Fabe (Inspector L  – Double Jeux)
- 1996 : Choisis feat. K-Reen, Fabe (Cut Killer – Hip Hop Soul Party 3)
- 1997 : Merci feat. Koma, Fabe (Kheops – Sad Hill)
- 1997 : Mal partis feat. Fabe, K-reen, Koma (Cut Killer – Mal Partis)
- 1997 : Freestyle 11'30  (Cut Killer & D.Abuz System – Mixtape N°20, D. Abuz Suspects)
- 1997 : Les Mots Vrais (East – Eastwoo)
- 1997 : L'Enfer feat. East, Fabe, Rahzel (IAM  – L'Ecole Du Micro D'Argent)
- 1997 : Epoque De Fou feat. Ekoué, Fabe – Remix (Koma – Tout Est Calculé...)
- 1997 : Imaginez La Scène (Al et Lexa & Kent-Zo – L'Essentiel)
- 1997 : Tu Choisis Pas Où Tu Vis feat. 1 Bario 5 S'pry, Fabe (Sëar Lui-Même – S'Il Ne Doit En Rester Qu'1...)
- 1996 : Pour Un Monde Meilleur feat. Abuz, Chodo, Fabe (ReliC – Il Faut Qu'on Leur Montre..)
- 1998 : Sans Repères feat. Fabe, Koma (Hasheem – Il A Fallu)
- 1999 : J'Oublierai Pas feat. Haroun, Fabe, Mokless', Morad (Koma – Le Réveil)
- 1999 : Tôt Ou Tard (Koma – Le Réveil)
- 1999 : Ambiance Assurée feat. Cut Killer, Fabe, 113, Doudou Masta (Double H DJ Crew – H² DJ Crew)
- 1999 : T'es Où? – Mac Gyver Mix (China – T'es Où?)
- 1999 : 28850 Paris (Frank T – Frankattack)
- 1999 : Merci à Tous Mes Ennemis feat. Fabe, Koma (Faouzi Tarkhani – Guerrier Pour La Paix)
- 1999 : Faut Qu'on Bouffe Aussi (Lé Neg – Made In Nina)
- 2000 : Misère feat. Faf Larage, Off, Fabe, Ritmo, Sat (Mr. R – Anticonstitutionnellement)
- 2000 : Ne Te Plaints Pas (La Distrib Hall Starz – Stars Des Halls Volume 1)
- 2000 : N' Story (Ness & Cité – RER #5)
- 2000 : Free Style (Sëar Lui-Même – S'Il Ne Doit En Rester Qu'1...)
- 2000 : On Lutte Contre Les Majors feat. Delta, Le T.I.N., Expression Direkt, Scred Connexion, Weedy (Violence Verbale – Menace 2000)
- 2001 : Engrenage (Morad - Engrenage)
- 2001 : 2 Seul (Impact – Vision Décalée)
- 2001 : Côté EST feat. DEK, Daskik, Fabe, Hakim, Hanafi, Hichem, JP, La Menagerie, Labo, Morad, Pierre, Stephanie (Impact – Vision Décalée)
- 2001 : Chacun Son Heure (Adil & Samir / Voix D'Ebène – Opus Hip Hop)